# Hermann Kant

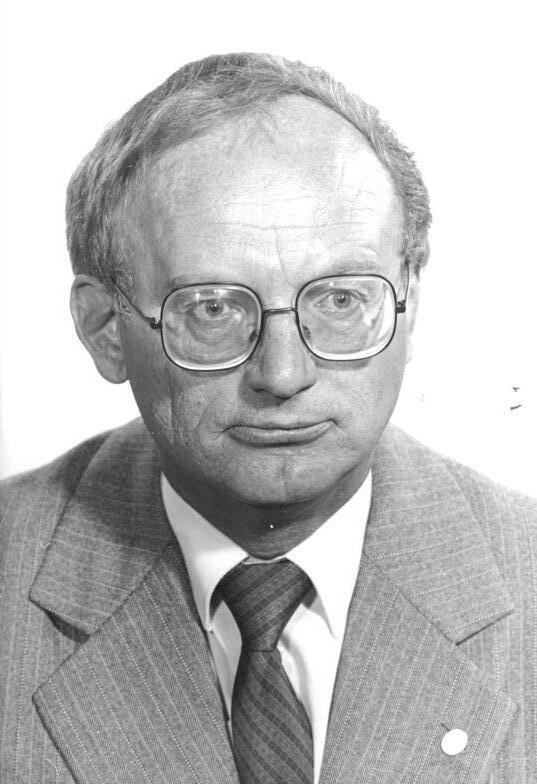
Hermann Kant (1981)

Hermann Kant (Hamburgo, 14 de junho de 1926 – Neustrelitz, 14 de agosto de 2016) foi um escritor alemão nascido em Hamburgo, conhecido por seus escritos durante o tempo da Alemanha Oriental. Ele ganhou o Prêmio Heinrich Mann em 1967.
Morreu em 14 de agosto de 2016, aos 90 anos.